# Dulcken

Clavecin de Johannes Daniel Dulcken, 1755 (Museum für Kunst und Gewerbe, Hambourg).

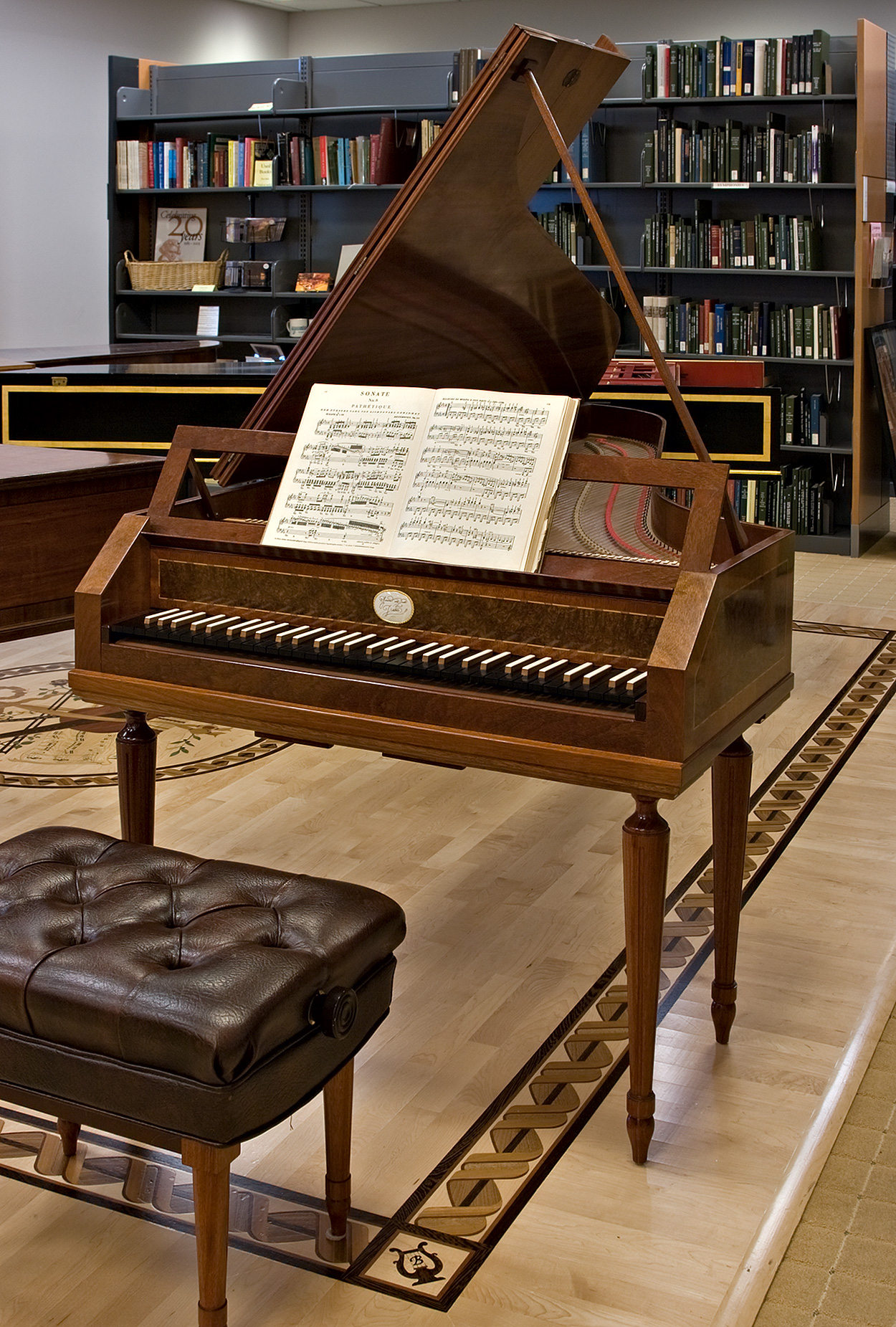
Reproduction d'un pianoforte Dulcken de 1795.

Les Dulcken sont les membres d'une famille de facteurs de clavecins originaire d'Allemagne et établie en Flandre au XVIIIe siècle. 
Joannes Daniel Dulcken (21 avril 1706 - 11 avril 1757) est né à Wingeshausen, il était fils de Georg Ludwig Dulcken (mort à Wingeshausen, avant 1752). En 1736 il était à Maestricht mais en 1738 il était installé avec sa femme Susanna Maria Knopffell et son fils à Anvers, ou ils faisaient partie de l'Église Réformée. Il devint membre du consistoire en 1744, et vivait à Hopland. Il n’existe aucune source connue pour l’affirmation selon laquelle il aurait voyagé en Angleterre en 1750 afin de vendre deux clavecins. Il légua l'ensemble de son matériel à son fils Joannes et mourut à Anvers. Il jouissait d'une très bonne réputation : Charles Burney affirmait qu'après les Ruckers, le facteur de clavecins le plus éminent était J. D. Dulcken. 
Il a construit des instruments à un et deux claviers, généralement d'une étendue de 5 octaves (parfois un peu moins) et avec la disposition usuelle à trois registres : 2x8'+1x4'. Les tables d'harmonie sont décorées de motifs floraux et la rosace porte ses initiales. Les clavecins de Dulcken sont en continuité avec ceux des Ruckers, avec une étendue plus grande. Ils sont souvent aujourd'hui pris comme modèle pour en faire des copies, par Martin Skowroneck et bien d'autres. Les instruments qui subsistent sont dispersés dans divers musées et collections à travers le monde ; tous datent du milieu du XVIIIe siècle.   
Johan Lodewijk [Louis] Dulcken I (1733 - après 1793) est né à  Maastricht et était le fils aîné du précédent, qui lui apprit le métier de facteur. Il s'établit plus tard à Amsterdam en 1755 et y est mentionné ensuite comme facteur d'orgues. En 1783, il était probablement à Paris comme facteur de pianos, ayant francisé son nom en Louis Dulcken. Il reste de sa fabrication un clavecin et plusieurs pianos. 
Joannes Dulcken (10 septembre 1742 - 22 juillet 1775) est né à Anvers ; il était fils de Joannes Daniel Dulcken, à la mort duquel lui, sa mère, sa sœur et son beau-frère partirent pour Bruxelles eut fut établi un atelier. Il devint aussi facteur de clavecins ; les instruments conservés sont datés de 1764 et 1769. Il s'établit à Amsterdam en 1771 et mourut à la Haye.
Johan Lodewijk Dulcken II (9 août 1761 - après 1835) naquit à Amsterdam et portait les mêmes prénoms que son père ; il était donc petit-fils de Johann Daniel. Il exerça la même profession que ses ascendants et vers 1781 travaillait comme 'Mechanischer Hofklaviermacher' à Munich ou il passa le reste de sa vie. La dernière mention de son existence date de 1835.

## Sources
- Jeannine Lambrechts-Douillez, 'Dulcken', Grove Music Online ed. L. Macy (Accessed 2007-05-18), http://www.grovemusic.com/
- A. Curtis, Dutch Harpsichord Makers, TVNM, (1960–1961)
- A.J. Gierveld, The Harpsichord and Clavichord in the Dutch Republic, TVNM, (1981)
- J. Lambrechts-Douillez, The History of Harpsichord Making in Antwerpen in the 18th Century, Studia